# Stefan Post
Stefan Post (* 24. August 1954 in Wuppertal) ist ein deutscher Arzt, Wissenschaftler und Hochschullehrer mit dem Fachgebiet Chirurgie. Von 1998 bis 2018 war er der Leiter der Chirurgischen Klinik der Universitätsmedizin Mannheim und Inhaber des Lehrstuhls für Chirurgie an der Medizinischen Fakultät Mannheim der Ruprecht-Karls-Universität Heidelberg. Seine klinischen und wissenschaftlichen Schwerpunkte sind die chirurgische Onkologie, Darm-, Leber-, Hernien- und Transplantationschirurgie sowie Erkrankungen der Bauchspeicheldrüse. Er ist an zahlreichen Publikationen und Fachbüchern beteiligt und in mehreren ehrenamtlichen und beruflichen Ämtern tätig. Seit 2018 ist der Mediziner im Ruhestand.

## Leben

### Ausbildung und Privates
Stefan Post wurde am 24. August 1954 in Wuppertal geboren. Von 1973 bis 1980 studierte er Medizin in Düsseldorf und Denver (Colorado) und promovierte im Jahr 1980 am C.u.O.-Vogt-Institut für Hirnforschung der Heinrich-Heine-Universität mit der Arbeit Contribution to the amygdaloid projection field in the rat. A quantitative autoradiographic study. Im Jahr 1992 erhielt er die Habilitation für Chirurgie an der Universitätsklinik Heidelberg. Seine Habilitationsschrift trug den Titel Der mikrovaskuläre Reperfusionsschaden bei der Lebertransplantation – Biochemie und Intravitalmikroskopie.
Der Mediziner ist mit der Radiologin Karin Post verheiratet, das Paar hat zwei Söhne. Im Jahr 2018 trat er in den Ruhestand.

### Berufliche Laufbahn
Im Jahr 1980 begann Post seine berufliche Laufbahn als gynäkologischer Assistenzarzt an der Landesfrauenklinik Wuppertal, im darauffolgenden Jahr bestand er das Examen des Educational Commission for Foreign Medical Graduates (ECFMG) und die Visa Qualifying Examination (VQE) in den USA und wurde chirurgischer Assistenzarzt am St. Elisabeth-Hospital Meerbusch. Von 1982 bis 1984 war Post mit dem Deutschen Entwicklungsdienst im Newala District Hospital in Tansania tätig. Anschließend arbeitete er bis 1990 als Assistenzarzt an der Chirurgischen Universitätsklinik Heidelberg, seine Facharztanerkennung für Chirurgie erhielt er im Jahr 1990. Das darauffolgende Jahr widmete er einem Forschungsaufenthalt am Institut für Chirurgische Forschung in München, mit Stipendium der Deutschen Forschungsgemeinschaft (DFG). Anschließend war er als Facharzt für Chirurgie am Universitätsklinikum Heidelberg tätig, ab 1993 als Oberarzt. Hierbei wirkte er regelmäßig in der Visceral- und Transplantationschirurgie und machte eine Zusatzausbildung zum Gefäßchirurgen. Die Anerkennung der Teilgebietsbezeichnung erfolgte im Jahr 1994. Die folgenden vier Jahre war er als leitender Oberarzt an der Klinik für Allgemeinchirurgie und ab 1995 auch als Professor an der Universität Göttingen tätig.
1998 wurde Post zum Leiter der Chirurgischen Klinik des Universitätsklinikums Mannheim ernannt. Diesen Posten hatte er für 20 Jahre inne. Dabei bemühte er sich auch um eine Verbesserung der Ausbildung und der Grundversorgung der Chirurgie in Entwicklungsländern. Durch ein Kooperationsabkommen wurde die wechselseitige Tätigkeit von Medizinstudenten, Assistenten, Oberärzten sowie Professoren mit der Universitätsklinik Daressalam durch den Deutschen Akademischen Austauschdienst gefördert.
Im Jahr 2001 lehnte er einen Ruf auf den Lehrstuhl für Chirurgie der Johann Wolfgang Goethe-Universität Frankfurt am Main ab. Darüber hinaus war und ist Post in der Forschung und in zahlreichen Vereinigungen aktiv, als Mitglied und auch in ehrenamtlichen und beruflichen Ämtern.
Stefan Post ist an zahlreichen Originalarbeiten zu seinen Fachgebieten beteiligt, davon sind über 350 auf PubMed gelistet (Stand Januar 2022). Darüber hinaus schrieb er zahlreiche Beiträge in Fachbüchern, ist als Herausgeber und Autor der multimedialen Online-Plattform für Operationslehre webop und an der Entwicklung von Softwareprogrammen beteiligt.

## Öffentlichkeit
Post äußerte sich kritisch zur Gesundheitsversorgung in Deutschland, besonders zum DRG-System. Dabei betont er, dass der Mangel an ärztlichem Personal, die Überforderung des Einzelnen und der ökonomische Druck auf Krankenhäuser Symptome seien, die sich auf ein Überversorgungsproblem und die Finanzierung der Krankenhäuser durch Fallpauschalen zurückführen ließen. Durch letztere werden Krankenhäuser anhand der Diagnose und nicht der Dauer der Therapie vergütet, damit Patienten nicht länger als nötig behandelt werden. Dadurch soll auch die Wirtschaftlichkeit gesteigert werden. Dies führe laut Post – neben den Kostensteigerungen für Krankenhäuser – dazu, dass diese immer effizienter werden müssten und so durch Steigerung der Patienten- und Eingriffszahlen eine Überversorgung schaffen und unnötige Eingriffe vornehmen würden. Sein Vorschlag ist ein schlankeres, effizienteres Modell mit Fokus auf Indikations- und Ergebnisqualität und weniger Fehlanreize zur Überversorgung. Dabei sollen die Kliniken nicht anhand ihrer Größe, sondern an ihrer Qualität gemessen werden.
Weiterhin machte er auch auf das Problem aufmerksam, dass Krankheiten wie die seltene, aber gefährliche Darmverschlingung (Volvulus) bei Flüchtlingen in Deutschland nicht rechtzeitig diagnostiziert und behandelt würden. Laut Post müssten Ärzte im Notdienst diese Erkrankung erkennen können, um eine schnelle Diagnose und (operative) Behandlung der potenziell lebensbedrohlichen Krankheit einzuleiten.
Auch auf die Arbeitsbelastung in der Chirurgie und die damit verbundenen Folgen für den Nachwuchs wies Post hin, etwa in seiner Abschiedsvorlesung am Universitätsklinikum Mannheim im Jahr 2018. So sei gerade für junge Mediziner mit Familienwunsch die Aussicht auf eine 60-Stunden-Woche und die erhöhte Gefahr von Burn-out teils abschreckend. Die Weiterbildung zum Chirurgen müsse sich laut Post wandeln, um z. B. die Vereinbarkeit von Beruf und Familie zu erleichtern. Weiterhin sei eine seiner größten Sorgen, dass sich Chirurgen zu „OP-Technikern“ entwickeln und vom Beruf des Arztes entfremden könnten, sollte die Chirurgie zur Entlastung in zu viele Spezialisierungen aufgeteilt werden und damit das Gesamtverständnis des Berufs zu kurz kommen.

## Ämter und Engagement

### Mitgliedschaften mit beruflichen Ämtern
- Deutsche Gesellschaft für Allgemein- und Viszeralchirurgie (DGAV): Präsident von 2012–2013, im Vorstand 2010–2016, Vorsitzender der Zertifizierungskommission 2007–2019, Vorsitzender der Chirurgischen Arbeitsgemeinschaft Coloproktologie CACP 2007–2010[18][19]
- Deutsche Krebsgesellschaft (DKG): Co-Vorsitzender der Zertifizierungskommission für Darmkrebs- und viszeralonkolische Zentren von 2009–2022, Mitglied im Lenkungsausschuss Leitlinien seit 2012[5]
- Medizinische Fakultät Mannheim der Universität Heidelberg: Mitglied im Fakultätsvorstand 1999–2001, Mitglied der Studienkommission 2005–2010, Stellvertretender Vorsitzender Forschungsschwerpunkt Onkologie 2008–2012
- European Society of Coloproctology (ESCP): Im Vorstand 2005–2017, Präsident von 2015–2016[20]
- Deutsche Gesellschaft für Tropenchirurgie (DTC): 1. Vorsitzender 1999–2006[9]
- Deutsche Gesellschaft für Chirurgie (DGCh): Gründungsvorsitzender der Chirurgischen Arbeitsgemeinschaft Entwicklungsländer (CAEL) von 2000–2007, Ständiger Delegierter bei der Union Européenne des Médécins Spécialistes (UEMS) von 2005–2017[9][1]
- Deutsche Gesellschaft für Koloproktologie (DGK): im Vorstand seit 2015, Präsident 2017–2019[5]
- Südwestdeutsche Gesellschaft für Gastroenterologie (SWDGG): Präsident 2008–2009[1]
- British Journal of Surgery Society (BJSS): im Council seit 2008, Vizepräsident 2013–2021[5][1]
- International Surgical Group (ISG): Sekretär 2006–2015, Präsident 2014–2015[21]
- Konvent der Lehrstuhlinhaber für Allgemein- und Viszeralchirurgie: 1. Vorsitzender & Sprecher mit Leitung der Exzellenzakademie 2011–2017[1]

### Weitere Mitgliedschaften
- Berufsverband der Deutschen Chirurgen (BDC)[22]
- Deutsche Crohn-Colitis Vereinigung[1]
- Deutsche Transplantationsgesellschaft (DTG)[23]
- Vereinigung Mittelrheinischer Chirurgen[1]

## Auszeichnungen (Auswahl)
- 2018: Rudolf-Pichlmayr-Medaille in Gold der Deutschen Gesellschaft für Allgemein- und Viszeralchirurgie für herausragende Verdienste um die DGAV[24]
- Schweizer Gesellschaft für Chirurgie: Ehrenmitglied[25]
- European Society of Coloproctology (ESCP): Ehrenmitglied[26]
- International Surgical Group (ISG): Ehrenmitglied[27]

## Publikationen (Auswahl)

### Artikel in Fachzeitschriften (Auswahl)
- J. Hardt et al.: MTL, a composite measure for objectively profiling hospitals on surgical performance in colorectal cancer surgery. In: International Journal of Colorectal Disease, 2019.
- S. Post: Centralize Pancreatic Surgery Now! In: Annals of Surgery, 2018.
- A. Ommer et al.: German S3 guidelines: anal abscess and fistula (second revised version). In: Langenbeck’s Archives of Surgery, 2017.
- M. Distler et al.: Pathohistological Subtype Predicts Survival in Patients With Intraductal Papillary Mucinous Neoplasm (IPMN) of the Pancreas. In: Annals of Surgery, 2013
- G. Kaehler et al.: Transgastric appendicectomy. In: The British Journal of Surgery, 2013.
- R. Hofheinz et al.: Chemoradiotherapy with capecitabine versus fluorouracil for locally advanced rectal cancer: a randomised, multicentre, non-inferiority, phase 3 trial. In: The Lancet Oncology, 2012.
- T. J. Wilhelm et al.: Sterilized mosquito net versus commercial mesh for hernia repair. In: European Surgical Research, 2007.
- H. Oettle et al.: Adjuvant chemotherapy with gemcitabine vs observation in patients undergoing curative-intent resection of pancreatic cancer: a randomized controlled trial. In: JAMA, 2007.
- Randomized clinical trial of lightweight composite mesh for Lichtenstein inguinal hernia repair. In: British Journal of Surgery, 2004.
- A. Richter et al.: Long-term Results of Partial Pancreaticoduodenectomy for Ductal Adenocarcinoma of the Pancreatic Head: 25-Year Experience. In: World Journal of Surgery, 2003.
- S. Post: Wider die prinzipielle Operationsindikation bei der Leistenhernie. In: Der Chirurg, 1997.
- S. Post et al.: Dacron vs. polytetrafluoroethylene grafts for femoropopliteal bypass: a prospective randomised multicentre trial. In: European Journal of Vascular and Endovascular Surgery, 2001.
- S. Post et al.: Timing of arterialization in liver transplantation. In: Annals of Surgery, 1994.
- S. Post, J. K. Mai: Contribution to the amygdaloid projection field in the rat, a quantitative autoradiographic study. In: Journal für Hirnforschung, 1980.

### Beiträge in Fachbüchern (Auswahl)
- Julia L. S. Hardt, Stefan Post: Rektumkarzinom. In: Alexander Herold, Thomas Schiedeck (Hrsg.): Manual der Koloproktologie. Band 2. De Gruyter, Berlin 2019, ISBN 978-3-11-061449-7.
- R.b. Michael, Norman S. Williams (Hrsg.): Keighley & Williams’ surgery of the anus, rectum and colon. Fourth Edition: Two-volume set. Taylor & Francis, London 2018, ISBN 978-1-138-47738-4.
- S. T. Samel, S. Post: Stromal Upper GI Tract Neoplasms. In: John W. L. Fielding, Michael T. Hallissey (Hrsg.): Upper Gastrointestinal Surgery. Springer, London 2005, ISBN 978-1-84996-888-1, S. 207–219.